# Giorgio Doria
Giorgio Doria (Genova, 4 dicembre 1708 – Roma, 31 gennaio 1759) è stato un cardinale e arcivescovo cattolico italiano.

## Biografia
Giorgio Doria nacque a Genova il 4 dicembre 1708 figlio di Andrea Doria e di Livia Centurione Becchignone.
Fu nominato cardinale nel concistoro del 9 settembre 1743 da papa Benedetto XIV col titolo di San Lorenzo in Panisperna.
Fu Prefetto della Congregazione del Buon Governo tra il 1754 e il 1759, ovvero fino alla sua morte.
Morì a Roma il 31 gennaio 1759 e fu sepolto nella basilica di Santa Cecilia in Trastevere.
Nella Galleria Doria Pamphilj si conserva un suo ritratto opera di Lucia Torelli.

## Genealogia episcopale e successione apostolica
La genealogia episcopale è:
- Cardinale Scipione Rebiba
- Cardinale Giulio Antonio Santori
- Cardinale Girolamo Bernerio, O.P.
- Arcivescovo Galeazzo Sanvitale
- Cardinale Ludovico Ludovisi
- Cardinale Luigi Caetani
- Cardinale Ulderico Carpegna
- Cardinale Paluzzo Paluzzi Altieri degli Albertoni
- Papa Benedetto XIII
- Papa Benedetto XIV
- Cardinale Giorgio Doria

La successione apostolica è:
- Vescovo Apollinare Peruzzini, O.E.S.A. (1755)
- Vescovo Ottavio Maria de Mari, C.R.S. (1755)
- Vescovo Cesare Crescenzio de Angelis (1755)
- Cardinale Vitaliano Borromeo (1756)
- Vescovo Francesco Ferrante (1757)
- Arcivescovo Filippo Sanseverino (1757)
- Vescovo Giuseppe Bellotti (1757)
- Vescovo Marco Aurelio Balbis Bertone (1757)
- Arcivescovo Andrea Antonio Silverio Minucci (1757)
- Vescovo Pierre-Joseph Artaud (1757)
- Vescovo Giulio Cesare Lomellino, C.R. (1757)
- Vescovo Giovanni Battista Stella (1757)
- Vescovo Giuseppe Maria Fogliani (1757)

## Ascendenza
|                                                    |                                              |                                                                                    | Genitori                                     |  |  | Nonni |  |  | Bisnonni                                 |  |  | Trisnonni                                   |  |
|                                                    |                                              |                                                                                    |                                              |  |  |       |  |  | Andrea Doria Landi, VI principe di Melfi |  |  | Giovanni Andrea II Doria, principe di Melfi |  |
|                                                    |                                              |                                                                                    |                                              |  |  |       |  |  | Andrea Doria Landi, VI principe di Melfi |  |  | Giovanni Andrea II Doria, principe di Melfi |  |
|                                                    |                                              | Maria Polissena Landi                                                              |                                              |  |  |       |  |  | Andrea Doria Landi, VI principe di Melfi |  |  |                                             |  |
| Giovanni Andrea Doria Landi, VII principe di Melfi |                                              |                                                                                    |                                              |  |  |       |  |  | Andrea Doria Landi, VI principe di Melfi |  |  |                                             |  |
|                                                    |                                              | Violante Lomellini                                                                 | Nicolò Lomellini                             |  |  |       |  |  |                                          |  |  |                                             |  |
|                                                    |                                              | Violante Lomellini                                                                 | Nicolò Lomellini                             |  |  |       |  |  |                                          |  |  |                                             |  |
|                                                    |                                              | Violante Lomellini                                                                 | Maddalena Pallavicini                        |  |  |       |  |  |                                          |  |  |                                             |  |
| Andrea Doria Landi, marchese di Torriglia          |                                              | Violante Lomellini                                                                 |                                              |  |  |       |  |  |                                          |  |  |                                             |  |
|                                                    |                                              | Camillo Francesco Maria Pamphili, I principe di San Martino al Cimino e Valmontone | Pamphilio Pamphili                           |  |  |       |  |  |                                          |  |  |                                             |  |
|                                                    |                                              | Camillo Francesco Maria Pamphili, I principe di San Martino al Cimino e Valmontone | Pamphilio Pamphili                           |  |  |       |  |  |                                          |  |  |                                             |  |
|                                                    |                                              | Camillo Francesco Maria Pamphili, I principe di San Martino al Cimino e Valmontone | Olimpia Maidalchini                          |  |  |       |  |  |                                          |  |  |                                             |  |
| Anna Pamphili                                      |                                              | Camillo Francesco Maria Pamphili, I principe di San Martino al Cimino e Valmontone |                                              |  |  |       |  |  |                                          |  |  |                                             |  |
|                                                    |                                              | Olimpia Aldobrandini                                                               | Giorgio Aldobrandini, II principe di Meldola |  |  |       |  |  |                                          |  |  |                                             |  |
|                                                    |                                              | Olimpia Aldobrandini                                                               | Giorgio Aldobrandini, II principe di Meldola |  |  |       |  |  |                                          |  |  |                                             |  |
|                                                    |                                              | Olimpia Aldobrandini                                                               | Ippolita Ludovisi                            |  |  |       |  |  |                                          |  |  |                                             |  |
| Giorgio Doria                                      |                                              | Olimpia Aldobrandini                                                               |                                              |  |  |       |  |  |                                          |  |  |                                             |  |
|                                                    | Giovanni Battista Centurione, doge di Genova | Giorgio Centurione                                                                 |                                              |  |  |       |  |  |                                          |  |  |                                             |  |
|                                                    | Giovanni Battista Centurione, doge di Genova | Giorgio Centurione                                                                 |                                              |  |  |       |  |  |                                          |  |  |                                             |  |
|                                                    | Giovanni Battista Centurione, doge di Genova | Ersilia de Marini                                                                  |                                              |  |  |       |  |  |                                          |  |  |                                             |  |
| Giorgio Centurione                                 | Giovanni Battista Centurione, doge di Genova |                                                                                    |                                              |  |  |       |  |  |                                          |  |  |                                             |  |
|                                                    |                                              | Livia Cattaneo                                                                     | ...                                          |  |  |       |  |  |                                          |  |  |                                             |  |
|                                                    |                                              | Livia Cattaneo                                                                     | ...                                          |  |  |       |  |  |                                          |  |  |                                             |  |
|                                                    |                                              | Livia Cattaneo                                                                     | ...                                          |  |  |       |  |  |                                          |  |  |                                             |  |
| Livia Centurione                                   |                                              | Livia Cattaneo                                                                     |                                              |  |  |       |  |  |                                          |  |  |                                             |  |
|                                                    |                                              | ...                                                                                | ...                                          |  |  |       |  |  |                                          |  |  |                                             |  |
|                                                    |                                              | ...                                                                                | ...                                          |  |  |       |  |  |                                          |  |  |                                             |  |
|                                                    |                                              | ...                                                                                | ...                                          |  |  |       |  |  |                                          |  |  |                                             |  |
| ...                                                |                                              | ...                                                                                |                                              |  |  |       |  |  |                                          |  |  |                                             |  |
|                                                    |                                              | ...                                                                                | ...                                          |  |  |       |  |  |                                          |  |  |                                             |  |
|                                                    |                                              | ...                                                                                | ...                                          |  |  |       |  |  |                                          |  |  |                                             |  |
|                                                    |                                              | ...                                                                                | ...                                          |  |  |       |  |  |                                          |  |  |                                             |  |
|                                                    |                                              | ...                                                                                |                                              |  |  |       |  |  |                                          |  |  |                                             |  |